# 에디 슬리먼
에디 슬리먼(프랑스어: Hedi Slimane, 1968년 7월 5일 ~ )은 프랑스의 패션 디자이너로, 이탈리아 계통의 프랑스인이다.
2000년대 초반 디올 옴므(Dior Homme)의 수장 임명되어 크리에이티브 디렉터로써 디자인뿐만 아니라 향수, 시계 라인 등을 런칭한다. 파격적인 슬림함, 일명 스키니라 불리는 트렌드를 일으키지만 일각에서는 일반 남성복에 비해 페미닌하다는 지적을 받기도 한다. 2007년 4월, 디올 옴므를 떠나 LA로 이주하여 포토그래퍼로서의 삶을 시작하였다.
2012년 3월 이브 생 로랑(Yves Saint Laurent) 하우스의 브랜드 이미지와 컬렉션에 대한 모든 책무를 부여 받으며 크리에이티브 디렉터로 임명되었고, 브랜드명을 생 로랑(Saint Laurent)으로 변경하며 생 로랑 수석 디자이너를 맡았으며, 현재는 셀린(CELINE)의 크리에이티브 디렉터와 포토그래퍼로 활동 중이다.

## 약력
- 1989~1992 죠제 레뷔 어시스턴트
- 1992~1995 쟝 잭 피카르 어시스턴트
- 1997~2000 입 생 로랑 이브 고쉬 아티스트 디렉터
- 2000~2007 디올 옴므 크리에이티브 디렉터
- 2012~2016 생 로랑 크리에이티브 디렉터
- 2018~       셀린 아티스틱, 크리에이티브, 이미지 디렉터

## 생애

### 성장
에디 슬리먼은 1968년 7월 5일, 파리에서 튀니지 출신의 아버지와 이탈리아 출신의 어머니 사이에서 태어났다. 이탈리아인 어머니, 튀니지계의 아버지, 그리고 브라질계의 할머니 사이에서 여러 영향을 받으며 자유분방한 성장기를 보내게 된다. 어머니가 의상실을 했었던 것에 영향을 받아 어렸을 때부터 자연스럽게 옷과 밀접한 관계를 맺게 된다. 그랑 드 제콜을 졸업 후, 한때는 기자의 꿈을 갖고 정치사회학을 공부했었으나, 패션에 대한 열정으로 에꼴 뒤 루브르(École du Louvre)에서 역사와 미술사(art history)를 전공하게 된다.

### 디자이너로서의 삶

#### 패션 디자이너로서의 초기 시절
1989년부터 4년간, 에디 슬리먼은 죠제 레뷔(Jose Levy)의 어시스턴트로 일하게 된다. 그 후 패션 컨설턴트인 쟝 잭 피카르(Jean-Jaques Picart)밑에서 경험을 쌓는다.
1996년, 이브 생 로랑(Yves saint Laurent)의 동업자인 피에르 베르제는 그를 남성복 디렉터로 임명하였으며, 그는 아티스틱 디렉터가 된다. 당시 그는 ‘꾸뛰르 아뜰리에(Ateliers de Couture)’에 기반을 둔 꾸뛰르의 정신을 ‘남성적(Au Masculin)’인 것으로 뒤바꾸고, ‘테일러링(Le tailleur)’과 ‘격식을 차려 입는 것(Dressing up)’을 재해석 하여 ‘이브 생 로랑 리브 고쉬(Yves Saint Laurent Rive Gauche)’를 소생시켰다.
1998년,에디 슬리먼은 앤트워프 왕립예술학교(Royal Academy of arte Antwerpen)를 졸업한 크리스 반 아쉐(Kris Van Assche)를 고쉬 옴므(Gauche Homme) 라인을 위해 자신의 퍼스트 어시스턴트로 임명한다.
2000-01년 가을/겨울 블랙 타이(Black-tie) 컬렉션에서 에디 슬리먼은 그의 '스키니' 실루엣의 시초가 되는 의상을 발표한다. 이 후, 에디 슬리먼은 이브 생 로랑을 떠나기로 결심한다.

#### 디올 옴므의 크리에이티브 디렉터
에디 슬리먼은 프라다 그룹에 참여하여 질 샌더 라벨을 디자인할 것을 제안받기도 하였지만 2000년 7월, 그는 LVMH그룹의 크리스티앙 디올(Christion Dior)의 새로운 남성복 라인인 디올 옴므의 크리에이티브 디렉터가 되고, 그 후 디올 옴므의 모든 이미지를 총괄, 책임지게 된다. 이후로 2001 F/W 컬렉션을 시작으로 2007 F/W까지 7년간 디올 옴므를 이끌게 된다. 그는 런던, 뉴욕, 베를린 등의 거리에서 그의 패션쇼에 설, 그의 미적감각에 맞는 많은 모델들을 물색하고 채용했다. 락커 브라이언 페리의 아들인 이삭 페리는 16살때 에디 슬리먼의 쇼에서 무대에 데뷔했다.
2002년에, 미국 패션디자이너 위원회는 그를 뉴욕의 올해의 국제 디자이너로 지목한다. 2003년에, 그는 오 느와르, 코롱 블랑쉬, 브와 다장, 디올 옴므, 디올 옴므 인텐스 외에 크리스티앙 디올 남성 향수의 크리에이티브 디렉터에 임명된다. 그는 또한 "더모"(Dermo)시스템이라는 디올의 최초 피부관리 라인을 만든다.

#### 포토그래퍼로서의 삶의 시작
2007년 7월, 에디 슬리먼은 디올을 떠난다. 그가 자신의 홈페이지에 공개한 편지에 따르면, 작년 2006년 7월의 재계약 협상 때부터 LVMH와 자신 사이에 그의 이름을 건 브랜드를 만드는 문제로 갈등이 있었다고 한다. 그때 이미 자신이 떠나게 될 것임을 느꼈다는 그는 지난해 동안 원칙과 타협할 수 없는 부분들로 인해 마음이 편치 않았다고 덧붙였다. LVMH 그룹은 그에게 여성 컬렉션을 포함한 에디 슬리먼 시그니처 레이블을 런칭할 것을 종용했고, 선뜻 내키지 않았던 그는 결국 제의를 거절했고 그 여파로 디올을 떠나게 되었다.
그의 뒤는 자신의 어시스턴트 디자이너로 일하다 2005년부터 자신의 이름을 건 남성복 컬렉션을 하고 있던 크리스 반 아쉐(Kris Van Assche)가 물려받게 되었다.
디올옴므를 떠난 에디 슬리먼은 미국 LA로 이주하여 포토그래퍼로서의 삶을 시작하였다. 디올 옴므의 크리에이티브 디렉터로 활동하던 2004년부터 이미 몇 차례 사진 전시회를 열었던 그는 2008년 '락 다이어리'라는 사진집을 냈고 2009년 S/S 시즌에는 프라다 남성 컬레션의 광고 비주얼까지 촬영하며 포토그래퍼 활동을 펼쳤다. 디젤 레드 라인의 디자인을 맡게 될 거라는 루머도 있었지만 그는 유명 매거진의 패션 화보까지 진출했다. 캘리포니아 남부와 로스앤젤레스의 틴에이지 커플에 대한 이야기인 'I LOVE USA'라는 단편 영화를 제작하기도 하며 예술계의 다방면에서 왕성한 활동을 펼치고 있다.

#### 패션디자이너로의 복귀
2012년 3월, 이브 생 로랑 하우스는 에디 슬리먼에게 브랜드의 이미지와 컬렉션에 대한 모든 책무를 부여하여, 크리에이티브 디렉터로 임명했다. 그 해 에디 슬리먼은 과거 무슈 생 로랑이 1966년 최초로 여성 기성복 라인인 생 로랑 리브 고쉬(Saint Laurent Rive Gauche)를 발표하며 여성에게 자유를 선사하고, 사회 참여적이며 당시 시대상에 본능적으로 어울렸던 브랜드의 창립 정신으로 되돌아 가고자 브랜드 명을 생 로랑 (Saint Laurent)으로 변경하였다.

이후 에디 슬리먼은 생 로랑의 스토어 디자인 및 컨셉에서부터 비주얼 머천다이징, 광고 캠페인 등에 직접적으로 관여하며 성공적인 리브랜딩(Re-branding)을 이끌며 현 패션계의 역사를 다시 쓰고 있다.

### 패션 외 분야의 삶
에디 슬리먼은 디자인외에 가구 디자인, 향수, 상점 디자인, 사진 등에도 조예가 있다. 패션디자이너로서 그의 작품 이외에, 그는 그룹 피닉스(Phonix)의 앨범 'libération'의 자켓을 디자인하고 The swimmingpools의 앨범에도 참여했다. 2004년에는 그의 사진 앨범 ROCK과 스테이지라는 락 뮤지션 사진모음집을 출간했다. 그외에 다른 많은 사진에 관한 책들과 베니티 페어(Vanity Fair)를 포함한 많은 패션잡지에 글과 사진을 투고했다.
2004년, 독일의 다큐멘터리 작가인 크리스티나 트레비(Christina Trebbi)와 게로 본 보엠(Gero Von Boehm)은 에디 슬리먼에 대한 다큐멘터리 책 Hedi Slimane My Life를 발간하였다.
2008년 4월, 에디 슬리먼은 미국을 떠나서, 2007년 7월에 FOAM 박물관에서 일부 보여줬던 "젊은 아메리칸"(Young American)이라는 새로운 프로젝트를 시작한다. 그는 두개의 쇼를 했다: 베를린에서 아른트와 파트너 갤러리에서 "사랑과 열정", 그리고 현대미술에 대한 이클립스 재단의 단독 쇼. 그는 또한 2008년 2월에, 파리의 Almine Rech 갤러리에서 "완벽한 이방인"이라는 전시회를 공동으로 하고, 도쿄에서 코야나기 갤러리에서 또다른 쇼를 했다. 2008년 5월에는 스페인의 무삭 현대 예술관에서 쇼를 가졌다.
레이디 가가의 The Fame Monster의 커버와 홍보작품은 2009년에 슬리먼에 의해 촬영되었다.

## 4명의 어시스턴트
에디 슬리먼이 디올 옴므의 크리에이티브 디렉터로 활약했을 당시에 그를 보조하는 4명의 어시스턴트가 있었다. 크리스 반 아쉐(Kris Van Assche), 루카스 오센드라이버(Lucas Ossendrijver), 니콜라스 안드레아 타랄리스(Nicolas Andreas Taralis), 마틴 발(Martyn Bal)이 바로 그들이다. 에디 슬리먼과 함께 디올의 전성기를 이끈 이들은 독립 이후에도 내셔널 브랜드 혹은 각자의 라벨을 통해 자신의 색깔을 보여주고 있다.

### 크리스 반 아쉐
크리스 반 아쉐(Kris Van Assche)는 1976년 벨기에출생으로 1998년 벨기에 앤트워프 왕립예술학교를 졸업했다. 98년 당시 입 생 로랑의 수석 디자이너였던 에디 슬리먼의 권유에 따라 입 생 로랑에 입사했고, 2000년 에디 슬리먼이 디올 옴므의 수석 디자이너로 자리를 옮기가 그를 따라 디올 옴므로 들어오게 된다. 2000~2004까지 에디 슬리먼의 어시스턴트로 함께 일하고, 그 후 독립하여 2005 F/W 시즌, 자신의 이름을 건 첫 번째 남성복 컬렉션을 선보이게 된다. 섬세한 남성복이라는 극찬을 받기도 하지만, 후에 디올 옴므의 수석 디자이너가 되면서 자신의 브랜드와 너무 비슷하다는 평을 받기도 한다. 지금은 에디 슬리먼의 뒤를이어 디올 옴므의 크리에이티브 디렉터로서 활약하고 있다.

### 루카스 오센드라이버
루카스 오센드라이버(Lucas Ossendrijver)는 1970년 네덜란드 출생으로 에디 슬리먼의 어시스턴트를 거친 후, 현재 알버 엘바즈(Alber Elbaz)와 함께 랑방(LANVIN)의 남성복을 책임지고 있다.

### 니콜라스 안드레아 타랄리스
니콜라스 안드레아 타랄리스(Nicolas Andreas Taralis)는 캐나다 토론토 출생으로 뉴욕에서 패션을 전공하였으며 에디 슬리먼의 어시스턴트로 디올 옴므에서 3년간 함께 일하게 된다. 세루티(Cerruti)의 디자이너로 일했으며, 현재 자신의 이름을 걸고 브랜드를 런칭하여 활발히 활동중이다. 2011 s/s 시즌에서 통풍이 잘 되는 가볍고 종이처럼 얇은 소재의 옷들로 관계자 및 바이어들의 눈길을 끌었다.

### 마틴 발
마틴 발(Martyn Bal)은 버버리 프로섬과 베르사체에서 일했으며 에디 슬리먼의 어시스턴트로 들어와 디올 옴므에서 일하게 되었다. 그 후 독립하여 2009년 시즌부터 자신의 이름을 걸고 브랜드를 런칭하였다. 전체적인 느낌이 디올 옴므의 느낌과 비슷하다는 평을 받고 있으며 그의 창의력과 섬세함을 더했다는 호평을 받기도 한다.

## 에디 슬리먼과 스키니
에디 슬리먼은 디올 옴므에서 그 전 까지의 남성복에 대한 고정관념을 깨는 시도를 하게 된다.
1. 상, 하의 모두 극단적으로 슬림한 핏의 옷
2. 이전까지의 남성복 모델과는 다른 핏기없고 기아상태의 마른 모델의 채용

그는 한 인터뷰에서 "마른 몸은 옷을 입기에 훨씬 낫다. 큰 체형, 다시말해 몸집이 큰 것은 옷을 벗었을 때가 더 낫다. 물론 개인적인 선호도와 취향의 차이지만 남자들에게도 다이어트는 필요하다."라고 하기도 했다. 그의 모델들은 하나같이 순정만화에서 튀어나온 것 같은 미소년의 얼굴에 길쭉길쭉한 팔다리를 가지고 있는 것이 특징이다. 평균신장이 187cm, 몸무게가 73kg으로 마치 레깅스와 같이 짝 달라붙는 바지와 여유공간을 찾아볼 수 없는 몸에 착 감기는 슬림한 재킷, 그리고 수트가 그 특징이다. 이러한 새롭고 과감한 시도는 이전까지의 남성복계에 충격을 불러일으켰다. 이전까지 테일러링, 수트 위주의 클래식한 모습만을 보이던 유럽 패션계에, 런던과 뉴욕의 다운 타운을 중심으로 유행했던 스트릿 문화를 하이 패션의 반열로 올려놓았다. 디올 옴므의 스키니 진을 입기 위해 여자보다 마른 남자들이 생겨나기 시작했고, 샤넬의 수석 디자이너인 칼 라커펠트 역시 에디 슬리먼의 스키니 라인을 입기위해 42kg이라는 엄청난 감량을 했다.
가장 슬림한 남성복 라인으로 대변되는 에디 슬리먼의 디자인은 때로는 시적이면서도 낭만적으로 그려지기 때문에 일각에서는 페미닌하다는 견해가 있다. 이러한 점은 그도 언론과의 인터뷰를 통해 '옷이란 여성성과 남성성을 모두 공유할 수 있고, 그것이 표현될 수 있어야 한다'고 말하며 공식적으로 인정했다.

### 에디 슬리먼과 칼 라커펠트
샤넬의 디자이너인 칼 라커펠트는 경쟁사의 브랜드임에도 불구하고 에디의 옷을 너무 입고싶은 나머지 폭발적인 감량을 하게 된다.
2001년에, 13개월 동안 42kg을 감량했을때, 그는 말했다. "난 갑자기 좀 다르게 옷을 입고 싶었다. 에디 슬리먼이 디자인한 옷을 입고싶었다". "그러나 그 옷들은 굉장히 굉장히 마른 소년들을 위한 옷이다-내 나이대의 남자들을 위한 것이 아니었다-이 패션을 위해, 나는 40kg을 감량해야했다. 그것은 정확히 13개월이 걸렸다". Dr.Jean-Claude Houdret이 라커펠트만을 위해 디자인한 다이어트 프로그램으로 그는 13개월에 42kg를 감량했는데, 이는 추후에 The Karl Lagerfeld Diet라는 책으로 나왔다.
항간에는 라커펠트와 에디가 연인 관계였다는 소문이 있다.

## 에디 슬리먼과 강동원
대한민국의 모델 겸 연기자인 강동원은 에디 슬리먼의 디올옴므 제품을 좋아하는 것으로 유명하다. 키 186cm에 몸무게 70kg인 그는 디올 옴므가 대한민국에 수입되기 전부터 입고 다녔다.
각종 시상식들에서 디올 옴므의 컬렉션의 코디와 똑같은 의상을 입고 있는 것을 볼 수 있다.

## 수상경력
- 2002년 올해의 국제 디자이너 수상

## 저서
- 《Hedi Slimane: Berlin》
- 《Hedi Slimane: Intermission 1》
- 《Hedi Slimane: London Birth of a Cult》

## 작품
- 《I LOVE USA》- 패션필름
- 《레이디 가가 - The Fame Monster》 - 앨범자켓 제작